# Tolly Cobbold Classic
Tolly Cobbold Classic – nierankingowy turniej snookera odbywający się w latach 1979–1984. Odbywał się w Corn Exchange w Ipswich, a jego sponsorem był lokalny browar Tolly Cobbold. Nie należy mylić go z wydarzeniem rankingowym Classic.

## Historia
Turniej Tolly Cobbold rozpoczął się w 1978 roku w Corn Exchange w Ipswich, a w 1979 roku w tym samym miejscu rozpoczął się turniej Tolly Cobbold Classic, transmitowany przez telewizję Anglia TV.
Wydarzenie na przestrzeni swojej historii odbywało się w trzech różnych formatach. W latach 1979 i 1981 grały dwie grupy po cztery zawodników, a zwycięzca grupy awansował do finału. W 1980 roku w rozgrywkach grupowych brało udział tylko czterech graczy, z których dwóch najlepszych awansowało do finału. W latach 1982–1984 turniej przekształcono na system pucharowy z udziałem ośmiu zawodników. Po rozegraniu turnieju w 1984 Tolly Cobbold zdecydował się na sponsorowanie English Professional Championship i wydarzenie zostało odwołane.

## Zwycięzcy
| Rok  | Zwycięzca    | Finalista       | Wynik końcowy | Sezon   |
| ---- | ------------ | --------------- | ------------- | ------- |
| 1979 | Alex Higgins | Ray Reardon     | 5–4           | 1978/79 |
| 1980 | Alex Higgins | Dennis Taylor   | 5–4           | 1979/80 |
| 1981 | Graham Miles | Klif Thorburna  | 5–1           | 1980/81 |
| 1982 | Steve Davis  | Dennis Taylor   | 8–3           | 1981/82 |
| 1983 | Steve Davis  | Terry Griffiths | 7–5           | 1982/83 |
| 1984 | Steve Davis  | Tony Knowles    | 8–2           | 1983/84 |